# Federico I de Suabia

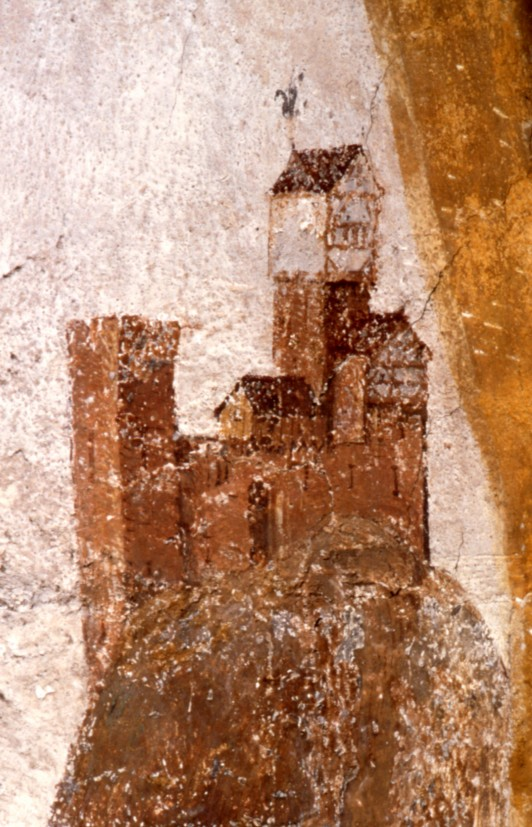
Fresco que representa el castillo Hohenstaufen.

Federico I de Suabia (1050-1105, antes del 21 de julio) fue duque de Suabia desde 1079. Perteneciente a la dinastía de los Hohenstaufen, su padre era Federico de Büren y su madre, Hildegard, era de la dinastía de Alsacia.

## Inicio de una dinastía
Posiblemente antes de ser duque, Federico fue conde. Durante su condado, Federico comenzó a ampliar el poder de su dinastía. Mandó construir en la montaña Hohenstaufen un castillo como sede y centro de la dinastía, a la que renombró dinastía Hohenstaufen, también llamada Staufen. También transformó un castillo en Lorch en un monasterio benedictino, convirtiéndose en el monasterio "privado", de la dinastía.
En ese tiempo el territorio de los Staufen aún era pequeño, pues sólo controlaban el llamado Stauferland, junto a la montaña Hohenstaufen y los territorios de Hildegard en Alsacia, además de Schlettstadt con el castillo Hochkönigsburg, y otros territorios cerca de Heganau.

## Duque de Suabia
Durante la rebelión de los nobles liderados por Rodolfo de Rheinfeld, duque de Suabia, contra el rey Enrique IV, en 1077, los Staufen permanecieron leales a la monarquía.
Al comienzo de 1079 el hijo de Rodolfo, Bertoldo de Rheinfelden, fue elegido por la oposición de la nobleza como duque de Suabia, pero Enrique IV, poco después, en la Semana Santa del mismo año, nombró a Federico como duque, y prometió a Federico con su hija Inés de Alemania cuando la niña tenía apenas 7 años.
El matrimonio se celebró en 1086 o 1087. En los próximos años ninguno de los dos duques dominaba plenamente su estado. Aun cuando en 1097 el rey Enrique IV firmó la paz con Bertoldo de Zähringen, el sucesor de Bertoldo de Rheinfelden, continuaba la separación del ducado con dos duques. Federico sólo tenía en el norte del ducado de Suabia, entre Ulm y el río Danubio.

## Descendencia

Escudo de armas de la dinastía Hohenstaufen.

Federico casó en 1086 o 1087 con Inés de Alemania (1074-1143), con la que tuvo 11 hijos:
- Heilica (1088-1110), esposa de Federico de Lengenfeld (muerta en 1119).
- Bertha (1089-1120), esposa de Adalberto de Elchingen, Conde de Ravenstein (1075-1120).
- Federico II duque de Suabia (1090-1147), padre de Federico I Barbarroja.
- Hildegarda
- Conrado III (1093-1152), rey de Romanos en 1138.
- Gisela
- Enrique (1096-1105), muerto en la infancia.
- Beatriz (1098-1130).
- Cunegunda (1100-1120/1126), esposa de Enrique de Baviera (1100 a 1139).
- Riquilda (1100-?), esposa de Hugo de Roucy.
- Gertrudis (?-1191), esposa de German de Stahleck.

## Muerte y legado
Federico continuó expandiendo su territorio hacia el norte. En Pfalz se proclamó alcaide (Vogt) del monasterio de Weißenburg y del convento Espira. En el sur llegó a tener el control sobre Ulm sobre algunos islotes en la orilla opuesta del Danubio.
Mientas Enrique IV estaba embarcado en la campaña militar a Italia (Italienzug), Federico era el «Regum Teutonicum», es decir, el jefe del ejército imperial.

## Sucesores
Además de sus dos hijos, el duque Federico II y Conrado III, tuvo una hija que se casó con Hermann de Stahleck. 
Conrado III será elegido rey de romanos en 1138.
La dinastía Hohenstaufen gobernará hasta la muerte de Conrado IV en 1268.

## Sucesión
| Predecesor: Rodolfo de Rheinfeld | Duque de Suabia 1079-1105 | Sucesor: Federico II |